# 玛丽亚·德卢尔德斯·平塔西尔戈
卞美婷（葡萄牙語：Maria de Lurdes Pintasilgo，澳葡官定譯名為卞美婷；1930年1月18日—2004年7月10日），葡萄牙化學工程師、政治人物，該國首位女性总理，西歐繼戴卓爾夫人之後第二位女性總理。

## 生平
卞美婷在1979年7月至1980年担任葡萄牙第5届政府总理。她曾参加1986年葡萄牙总统大选，未有當選。
她作为葡萄牙社会党候选人当选欧洲议会议员（1987年-1989年）。

## 延伸閱讀
- Skard, Torild (2014) "Maria de Lourdes Pintasilgo" in Women of Power - Half a century of female presidents and prime ministers worldwide, Brtistol: Policy Press, ISBN 978-1-44731-578-0.

| 官衔            | 官衔                 | 官衔            |
| --------------- | -------------------- | --------------- |
| 前任者： 麥斌圖 | 葡萄牙總理 1979–1980 | 繼任者： 簡尼路 |